# La Neuville-lès-Wasigny
La Neuville-lès-Wasigny ist eine französische Gemeinde mit 162 Einwohnern (Stand: 1. Januar 2022) im Département Ardennes in der Region Grand Est (vor 2016 Champagne-Ardenne). Sie gehört zum Arrondissement Rethel, zum Kanton Signy-l’Abbaye sowie zum Gemeindeverband Crêtes Préardennaises.

## Geographie
Die Gemeinde La Neuville-lès-Wasigny liegt an der Vaux, 16 Kilometer nördlich von Rethel. Umgeben wird La Neuville-lès-Wasigny von den Nachbargemeinden Lalobbe im Norden, Grandchamp im Osten, Wasigny im Südosten und Süden sowie Draize im Westen.

## Bevölkerungsentwicklung
| Jahr                       | 1962 | 1968 | 1975 | 1982 | 1990 | 1999 | 2006 | 2011 | 2019 |
| Einwohner                  | 253  | 191  | 193  | 181  | 155  | 129  | 157  | 171  | 160  |
| Quellen: Cassini und INSEE |      |      |      |      |      |      |      |      |      |

## Sehenswürdigkeiten

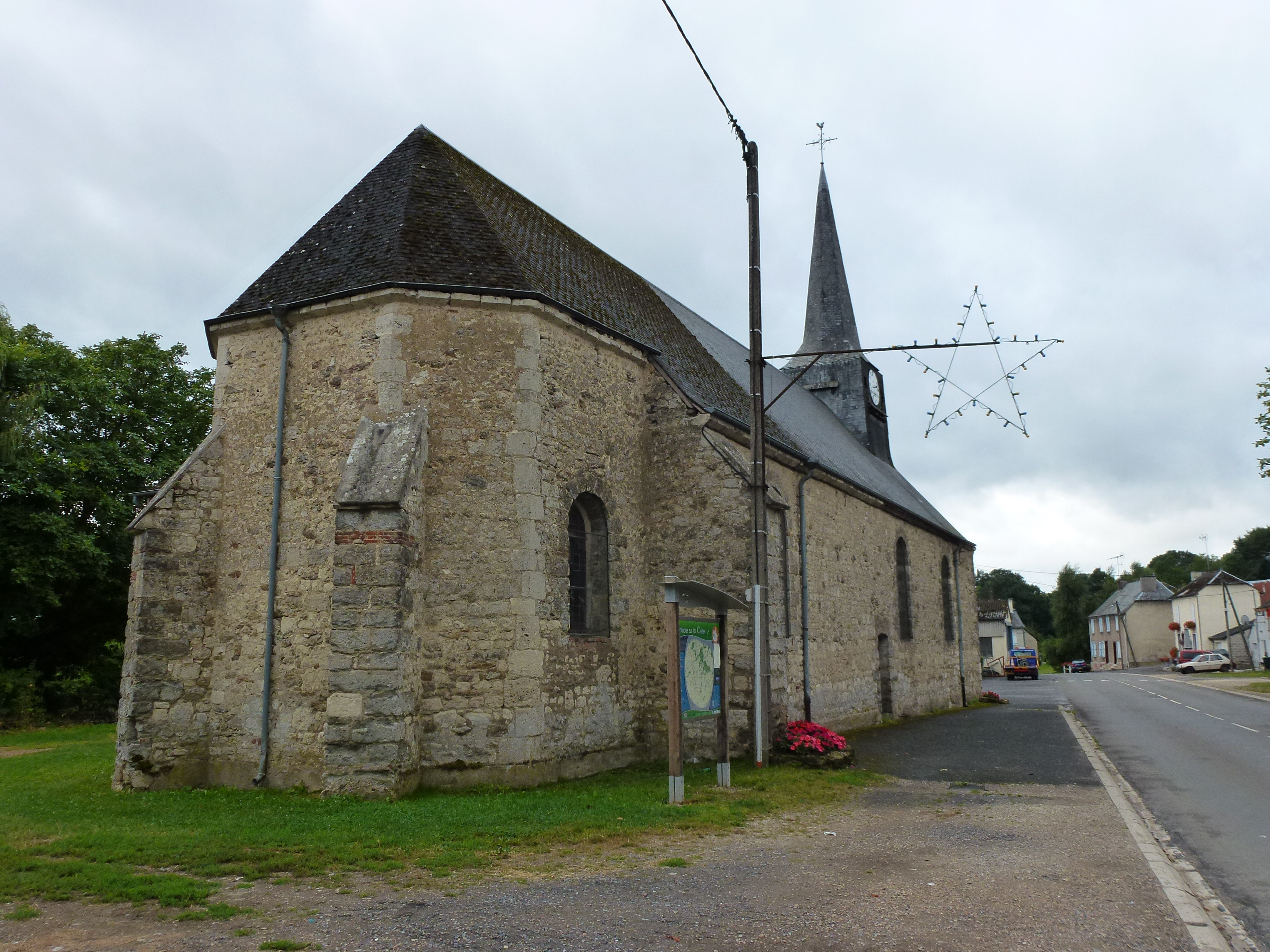
Kirche Saint-Thimothée

- Kirche Saint-Thimothée